# Ann Druyan

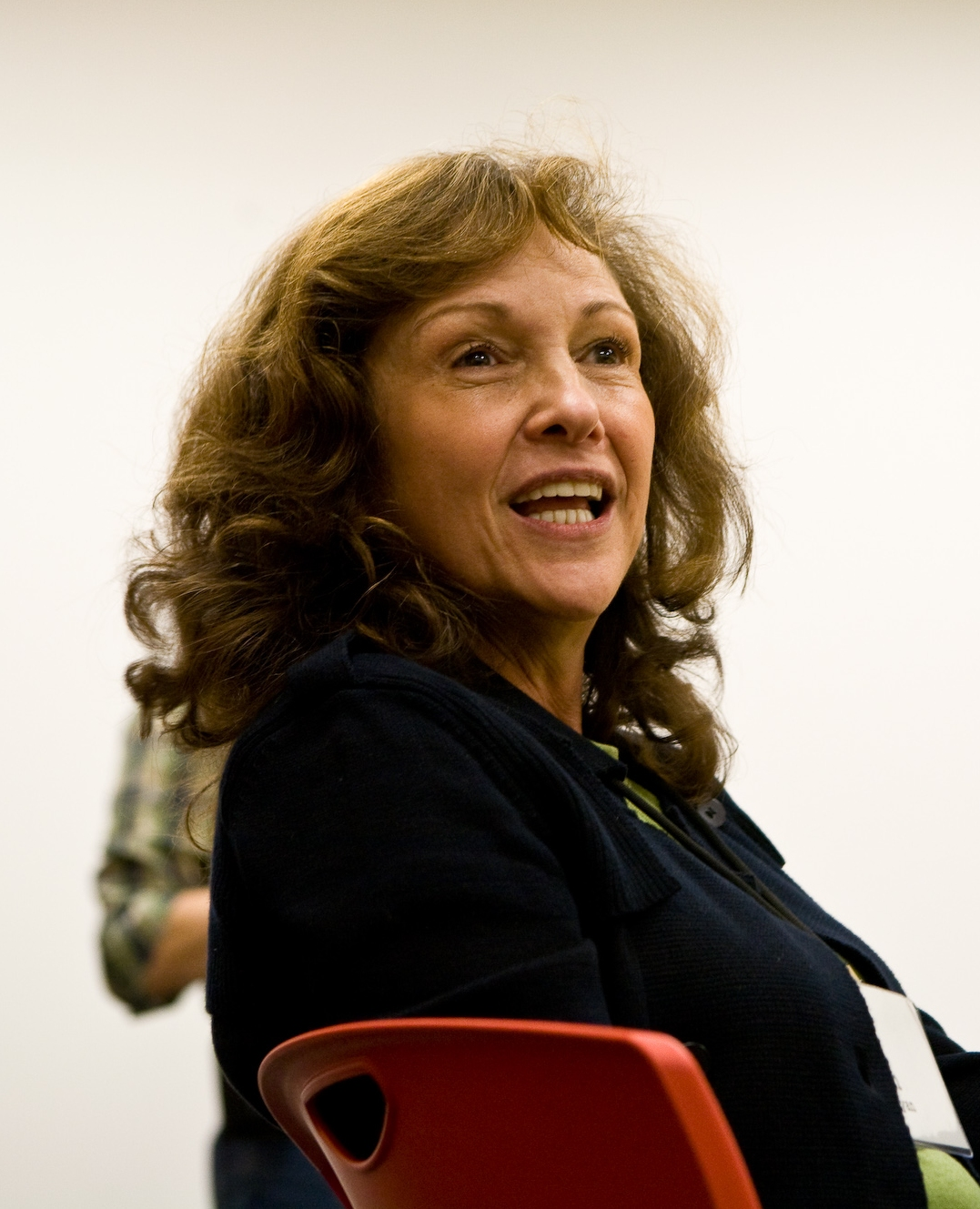
Ann Druyan

Ann Druyan (ur. 13 czerwca 1949) – amerykańska autorka i producentka. Znana z zaangażowania w wiele projektów mających na celu popularyzację nauki i edukację; żona Carla Sagana; współautorka książek Świat nawiedzany przez demony, Cienie zapomnianych przodków, Szepty Ziemi. Międzygwiezdna wiadomość Voyagerów oraz serii Cosmos.
W swoich dziełach Druyan przedstawia ideę, że ludzie mogą rozumieć i podziwiać wszechświat bez wprowadzania koncepcji Boga.